# 레닌 쇄빙선

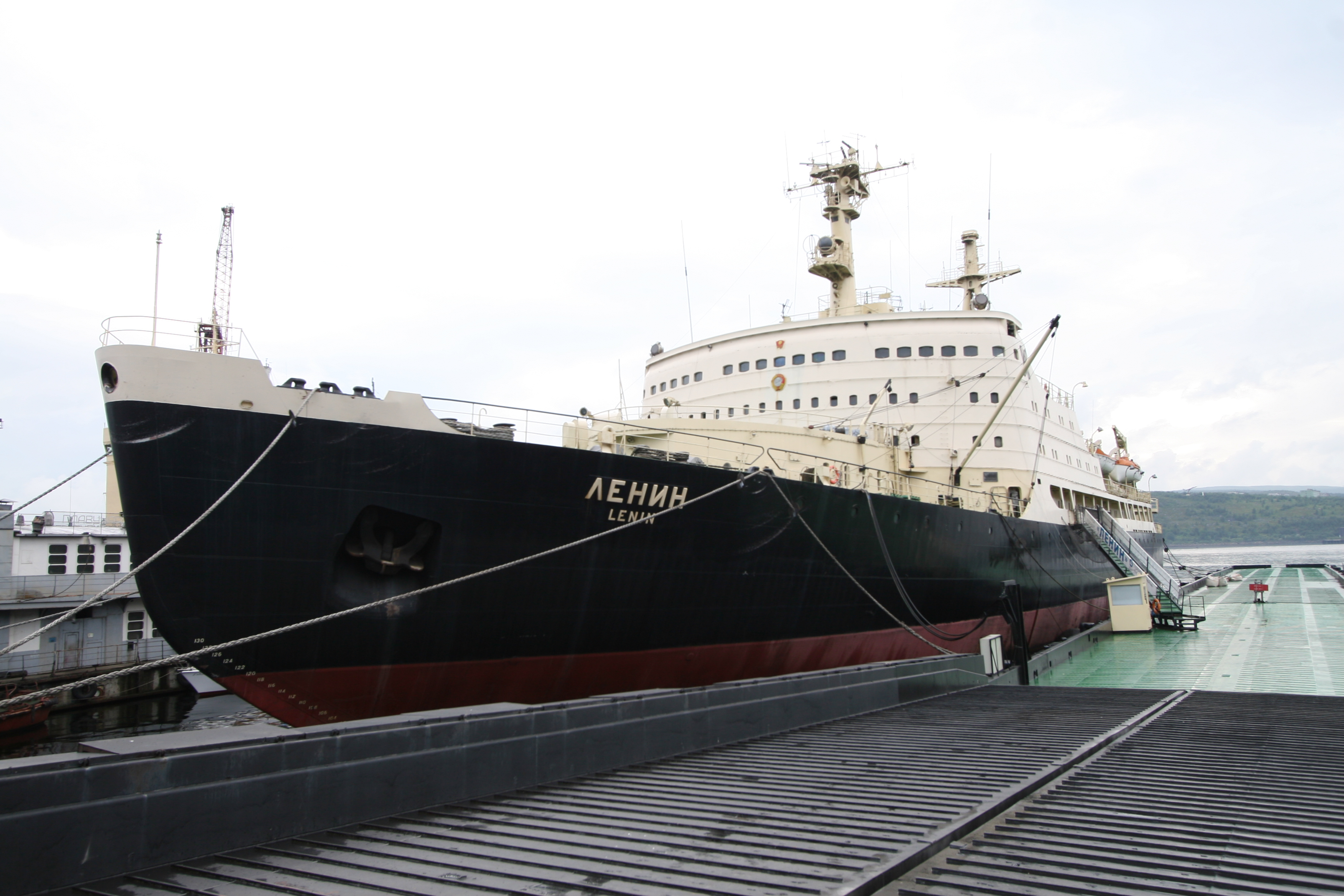
레닌 쇄빙선

레닌 쇄빙선은 1957년 건조된 세계 최초의 핵추진 선박, 세계 최초의 원자력 쇄빙선이다.

## 역사
1959년 취역했다. 1965년과 1967년 2번의 사고가 있었다. 1965년 첫 사고에선 연료봉 교체중 실수로 냉각재를 빼는 바람에 연료봉 일부가 변형되었고, 이걸 해결본후 작업 과정에서 발생된 슬랫지해머 때문으로 추정되는 콘크리트 차폐벽 손상으로 인해 일어난 2번째 사고에서 열출력 90 MWt OK-150 원자로 3기 중에 하나가 샜다. 그래서 3기의 원자로를 모두 교체했다. 이때 일반적인 방법으로는 교체하기 힘들어서 결국 원자로와 선체 사이를 성형작약으로 날려버려 떼어냈다. 열출력 171 MWt OK-900 원자로 2기를 장착했다. 둘 다 OKBM에서 제작한 원자로이다. 1970년 다시 재취역했다. 1989년 11월부터 사용이 중단되었다. 무르만스크 피오르드의 원자력 쇄빙선 기지인 아톰플롯에 정박중이다. 2005년에 박물관으로 개조가 완료되었다.

## 같이 보기
- 원자력 쇄빙선